# Amou
Amou är en kommun i departementet Landes i regionen Nouvelle-Aquitaine i sydvästra Frankrike. Kommunen ligger i kantonen Amou som tillhör arrondissementet Dax. År 2022 hade Amou 1 555 invånare.

## Befolkningsutveckling
Antalet invånare i kommunen Amou
Referens:INSEE